# Stadion FK Voždovac
Le stade FK Voždovac (en serbe cyrillique : Cтадион ФК Вождовац, et en serbe latin : Stadion FK Voždovac), est un stade de football situé dans la municipalité de Voždovac, à Belgrade, en Serbie.

## Histoire
L'ancien stade est démoli en 2011. 
Le nouveau stade, d'une capacité d’accueil de 5300 spectateurs, est inauguré en août 2013. Ce nouveau stade remplit les normes pour recevoir des rencontres de Ligue des champions ou de Ligue Europa.
Le stade possède la particularité d'être construit sur le toit d’un centre commercial (sur trois niveaux avec boutiques, supermarché et bureaux), en plein cœur du quartier de la municipalité de Voždovac.